# Nihonogomphus schorri
Nihonogomphus schorri – gatunek ważki z rodziny gadziogłówkowatych (Gomphidae).